# Еркенек (тунель)
Тунель Еркенек (тур. Erkenek Tüneli) - автодорожній тунель в провінції Малатья, на сході Туреччини було відкрито 28 травня 2017, за для поліпшення сполучення регіону Східна Анатолія та Середземноморського регіону.
Тунель Еркенек розташовано на шосе D850 між Доганшехир в провінції Малатья і Гельбаші в провінції Адияман, на захід від кишлаку Еркенек. Тунель прокладено за для оминання перевалу Еркенек, який є важкодоступним для руху вантажівок взимку. Тунель є двотрубним завдовжки 1816 м Кошторисна вартість будівництва -  253 млн. турецьких лір.